# 蘇彰德
蘇彰德，BBS，JP（？—），香港律師，現任博物館諮詢委員會主席及成員、古物諮詢委員會主席、中醫藥發展基金諮詢委員會主席、香港賽馬會音樂及舞蹈信託基金受託人委員會主席、聯合國兒童基金會香港委員會秘書、香港演藝學院拓展委員會主席、保育歷史建築諮詢委員會成員、M Plus Collections Ltd.董事局成員、惜食堂董事、大口環根德公爵夫人兒童醫院管治委員會成員等公職。
2025年4月1日，獲委任為衞奕信勳爵文物信託受託人委員會主席。

## 簡歷
蘇彰德曾任職貝克·麥堅時律師事務所，從事律師工作二十多年，曾出任香港賽馬會慈善事務執行總監及首席法律顧問，曾任香港大學副校長，負責大學拓展工作。2014年在自小成長的地方——跑馬地一座三級歷史建築創立F11攝影博物館，是香港首間攝影博物館。2017年在銅鑼灣設立f22攝影空間。